# Räng
Räng is een plaats (småort) in de gemeente Vellinge in het landschap Skåne en de provincie Skåne län in Zweden. De plaats heeft 54 inwoners (2010) en een oppervlakte van 10 hectare. Het is het oostelijke deel van een gezamenlijk dorp met Räng (west). De twee delen zijn echter afzonderlijk in de statistieken opgenomen. De Rängse kerk bevindt zich in dit (oostelijke) deel van het dorp.
Höllviken · Skanör med Falsterbo · Vellinge · Ljunghusen · Hököpinge · Västra Ingelstad · Rängs sand · Gessie villastad · Östra Grevie · Arrie · Vellinge Väster ·  Södra Åkarp · Hököpinge kyrkby · Möllevången · Räng (west) · Mellan-Grevie · Norra Håslöv · Gessie · Räng · Kronan · Västra Grevie